# Víctor Javier Müller
Víctor Javier Müller (Paraná, Argentina, 2 de enero de 1973) es un exfutbolista argentino. Jugó de delantero.

## Biografía
Víctor Javier Müller nació en Paraná, provincia de Entre Ríos, el 2 de enero de 1973. Delantero centro apodado “Carucha” o "Demonio de Tasmania". Jugador surgido del Club Toritos de Chiclana de Paraná, y que debutó en el profesionalismo en Patronato.
Se inició en el Fútbol Profesional vistiendo los colores de Colón en el año 1995, club en el que permaneció hasta 1999. Tuvo un breve paso a préstamo en Newell's Old Boys, durante ese período. En 1999 jugó un semestre en Chacarita Juniors, paso al Monterrey de México para recaer finalmente en Vélez Sársfield en el año 2000–2001. En Liniers, fue uno de los delanteros titulares del equipo con algunas buenas actuaciones tanto en el Torneo Local como en la Copa Libertadores y Mercosur.
Luego de su paso por el Fortín, vistió los colores de los Pumas de la UNAM en el 2002 y en el 2003 jugó en el Pachuca en México, entre esto dos clubes mexicanos tuvo un fugaz paso en Gimnasia y Esgrima La Plata en la Argentina. Ya en el 2004 participa con Chacarita Juniors en la Primera B Nacional. Terminado su vínculo con el "tricolor", experimentó en el fútbol de Guatemala jugando para Club Social y Deportivo Municipal, club más importante de ese país, pudiendo participar con el mismo en los torneos internacionales organizado por la CONCACAF. En el 2007 regresa a su ciudad natal, volviendo a jugar en el club donde surgió futbolísticamente, Patronato de Paraná; equipo que por aquel entonces participaba en el Torneo Argentino B. Esa temporada Patronato logra ascender al Torneo Argentino A, siendo Carucha uno de los principales partícipes del equipo, aportando goles y por sobre todo su gran experiencia. A la temporada siguiente, ya en el Torneo Argentino A, Patronato llega hasta las instancias finales del torneo perdiendo por penales la final con Boca Unidos de Corrientes y luego la promoción con la CAI de Comodoro Rivadavia por un ascenso a la Primera B Nacional. En la temporada 2009/2010, Patronato otra vez llega hasta las instancias finales, pero esta vez consigue el ansiado ascenso, derrotando claramente en la final a Santamarina de Tandil, por un resultado global de 4 a 1, logrando así llegar a la Primera B Nacional.

## Clubes
| Club                        | País      | Año       |
| --------------------------- | --------- | --------- |
| Patronato                   | Argentina | 1993-1995 |
| Colón                       | Argentina | 1995-1997 |
| Newell's Old Boys           | Argentina | 1997-1998 |
| Colón                       | Argentina | 1998-1999 |
| Chacarita Juniors           | Argentina | 1999      |
| Monterrey                   | México    | 2000      |
| Vélez Sársfield             | Argentina | 2000-2001 |
| Club Universidad Nacional   | México    | 2002      |
| Gimnasia y Esgrima La Plata | Argentina | 2002      |
| Pachuca                     | México    | 2003      |
| Chacarita Juniors           | Argentina | 2004      |
| Municipal                   | Guatemala | 2004-2006 |
| Patronato                   | Argentina | 2007-2010 |

- Datos: Q6165565